# دادي يانكي
دادي يانكي (بالإنجليزية: Daddy Yankee)‏ واسمه الحقيقي رايموند أيالا (بالإنجليزية: Raymond Ayala)‏ (مواليد 3 فبراير1976 في مدينة سان خوان) هو مغني بورتوريكي. يعد من أشهر وأهم مطربي الريغيتون في العالم. يُلقب أيضاً ب«ال كانغري» (بالإسبانية: El Cangri)‏، وتعني «الأنيق». بدأ مشواره الموسيقي مركزا على فن الريغيتون في بداية التسعينيات محرزا نجاحا محليا هاما، لكن صيته العالمي بدأ سنة 2000 بعد النجاح الساحق لألبومه "El Cartel"

## مسيرته الفنية
كان الظهور الأول لدادي سنة 1992، تورط بعدها بعملية إطلاق نار أصابته بذراعه وساقه، مما جعله يتوقف عن الغناء لفترة. عاد سنة 1995 وأطلق أول أغنية منفردة له «لا رحمة» على طريقة فن «الريجيتون»، ثم تخلى عن هذا الفن واصبح من فناني الراب. أطلق أول ألبوم له سنة 2002 من إنتاج شركة "El Cangri" تحدث فيه عن المشكلات المعاصرة كالفساد والدين. في سنة 2004 أصبح من أفضل مغني الراب في العالم بعد إطلاقه ألبوم "Barrio Fino"، وحصل على جائزة الأغاني اللاتينية الأمريكية ووبيلبورد لأفضل ألبوم وبيلبورد اللاتيني وجرامي اللاتيني.
في يناير 2017 أطلق أغنية «دسباسيتو» مع لويس فونسي والتي حققت نجاحاً كبيراً حول العالم، لتكون أكثر الفيديوهات مشاهدةً على موقع يوتيوب.
بعدها استمر بطل الراب «دادي يانكي» بإطلاق أغانيه أبرزها "con calma" و "dura" وفي سنة 2019 أطلق مغني الراب
دادي يانكي أغنية حطمت عالم الموسيقى وهي "Que tire pa lante" التي كان من شأنها جعل دادي يانكي أفضل مغني راب بعد اطلاقه أكبر حفل موسيقي في choli

## الأغاني
- 1995: لا رحمة no mercy
- 2000 : ال كارتل el cartel
- 2001 : ال كارتل II el cartel
- 2002 : Cangri.com
- 2003 : انجليس الخيل الهدف في Es-
- 2004 : باريو فينو barrio fino
- 2005: باريو فينو اون ديركتو
- 2007 : ش كارتل: القائد الكبير big boss
- 2008 : الموهبة دي باريو
- 2009 : أغنية Que tengo que hacer
- 2010 : مونديال mondial
- 2012 : برستيج
- 2013 : dy الطبعة ومن أشهر اغانية هي (aproveca) و (limbo) و (gosolina).
- 2017 : أغنية ديسباسيتو
- 2017 : أغنية بوم بوم (boom boom) مع ريدوان وفرنش مونتانا
- 2017: Dura
- 2018: Hielo
- 2018: ZUM ZUM
- 2018: Vuelve
- 2018: Como soy
- 2018: Made for now
- 2019: Con calma
- 2019: Soltera
- 2019: Runaway
- 2019: SI supirias
- 2019: No lo trates
- 2019: China
- 2019:Que tire p'a lante
- 2020: Muévelo

## وصلات خارجية
- الموقع الرسمي
- دادي يانكي على موقع IMDb (الإنجليزية)
- دادي يانكي على موقع الموسوعة البريطانية (الإنجليزية)
- دادي يانكي على موقع ميوزك برينز (الإنجليزية)
- دادي يانكي على موقع أول موفي (الإنجليزية)
- دادي يانكي على موقع إن إن دي بي (الإنجليزية)
- دادي يانكي على موقع أول ميوزيك (الإنجليزية)
- دادي يانكي على موقع ديسكوغز (الإنجليزية)
- دادي يانكي على موقع ديسكوغز (الإنجليزية)
- دادي يانكي على موقع ديسكوغز (الإنجليزية)
- دادي يانكي على موقع قاعدة بيانات الفيلم (الإنجليزية)